# Palythoa durbanensis
Palythoa durbanensis är en korallart som beskrevs av Oscar Henrik Carlgren 1938. Palythoa durbanensis ingår i släktet Palythoa och familjen Zoanthidae. Inga underarter finns listade i Catalogue of Life.